# Шекуларац
Шекуларац је српско презиме пореклом из Берана у Црној Гори од српског рода Васојевићи. Оснивач је био Петар Шекуларац.
- Драгослав Шекуларац (рођен 1937), српски фудбалер
- Младен Шекуларац (рођен 1981), црногорски кошаркаш